# أنطونيا بورسيلد
أنطونيا بورسيلد (التايلاندية: แอนโทเนีย โพซิ้ว؛ من مواليد 2 نوفمبر 1996) هي عارضة أزياء تايلاندية وحاملة لقب ملكة جمال توجت بلقب ملكة جمال الكون تايلاند 2023. سبق أن توجت بورسيلد بلقب ملكة جمال تايلاند فوق الوطنية 2019 وملكة جمال فوق الوطنية 2019، مما يجعلها أول امرأة تايلاندية تفوز بلقب ملكة جمال فوق الوطنية.
في المؤتمر الصحفي لملكة جمال الكون تايلاند في 6 مايو 2023، تم تقديم بورسيلد كمتسابقة في مسابقة ملكة جمال الكون تايلاند، المقرر عقدها في 20 أغسطس 2023. مثلت مقاطعة ناخون راتشاسيما واستمرت في الفوز باللقب. وستمثل تايلاند في مسابقة ملكة جمال الكون 2023 في السلفادور في نوفمبر.

## روابط خارجية
- أنطونيا بورسيلد على إنستغرام
- Miss Supranational's official website